# 新傲音乐
北京新傲音乐有限公司，简称新傲音乐，是在中国内地一家唱片、制作及经纪公司，2010年10月由知名音乐人高晓松、宋柯在北京注册成立，公司主要以音乐制作、现场演出、节目运营等业务推广为主。

## 公司历史
- 2010年 恒大文化产业集团在北京注册成立“恒大音乐”
- 2011年 大张伟、中国超人气偶像男团MIC签约
- 2012年 周子琰、阿普萨萨、孙伯纶签约
- 2013年 金志文签约，3年下来恒大音乐已拥有2.2万首歌曲、录音以及MV、演唱会的版权
- 2014年 制作深圳卫视《中国音超》，并派恒大艺人代表与其他唱片公司代表决战年度“中国音超”
- 2019年 恒大文化产业集团退出运营，公司改名“新傲音乐”

## 旗下藝人

### 中国艺人
| 男歌手              | 男歌手             | 男歌手            |
| ------------------- | ------------------ | ----------------- |
| 金志文 （2013－）   | 大张伟 （2011－）  | 孙伯纶 （2012－） |
| 阿普萨萨 （2012－） |                    |                   |
| 女歌手              |                    |                   |
| 周子琰 （2012－）   |                    |                   |
| 組合&樂團           |                    |                   |
| MIC男团 （2011－）  | 非鱼乐队（2014－） |                   |

## 发行唱片
- 金志文专辑《梦想·家》
- 周子琰专辑《路过青春》

## 大型活动
- 恒大星光音乐狂欢节，是由恒大音乐主办的全国巡回音乐节演出活动[3]，从2013年11月开始在全国一线、二线城市举办22场大型户外音乐节；2014年音乐节也在持续上演[4]。